# Młodzieżowe Mistrzostwa Polski w piłce nożnej plażowej 2007
II Mistrzostwa Polski Juniorów w Beach Soccer 2007 – turniej piłki nożnej plażowej, który odbył się w dniach 4-5 sierpnia 2007 roku na plaży w Sztutowie pod patronatem Beach Soccer Polska, w którym wyłoniony został Mistrz Polski do lat 20.

## Kwalifikacja zawodnika
Wszyscy zawodnicy muszą być urodzeni po 1.I.1987.

## Drużyny
| Zespół              | Liczba występów w MMP |
| ------------------- | --------------------- |
| Bałtyk Sztutowo     | 1                     |
| Elwo Etna Elbląg    | 1                     |
| Hemako Sztutowo     | 2                     |
| OK Poddębice        | 1                     |
| Redeco Team Wrocław | 2                     |
| UKS Medan Gniezno   | 1                     |
| UKS Morze Stegna    | 1                     |
| Zalew LO Frombork   | 1                     |

## Klasyfikacja końcowa
| Lp. | Zespół              |
| --- | ------------------- |
| 1.  | OK Poddębice        |
| 2.  | Elwo Etna Elbląg    |
| 3.  | Hemako Sztutowo     |
| 4.  | Redeco Team Wrocław |
| 5.  | UKS Morze Stegna    |
| 6.  | Zalew LO Frombork   |
| 7.  | UKS Medan Gniezno   |
| 8.  | Bałtyk Sztutowo     |

## Nagrody indywidualne
Najlepszy zawodnik turnieju: Jakub Jesionowski (OK Poddębice)

Król strzelców: Maciej Haftkowski (Hemako Sztutowo) – 15 bramek

Odkrycie turnieju: Maciej Łosiński (Bałtyk Sztutowo)